# Cecilene Leona Baird
Cecilene Leona Baird (1919 - 1997) foi uma política da Guiana. Atuou como ministra da Educação, de 1971 a 1977.
Foi considerada uma pioneira na participação feminina na política da Guiana.